# Нора Мерк
Нора Мерк (Осло, 5. април 1991) норвешка је рукометашица која игра на позицији десног бека. Наступа за репрезентацију Норвешке и екипу Ејсберга. Играла је за Букурешт, Ђер и Вајперс са којим је два пута заредом освајала Лигу Шампиона. Са јуниорском репрезентацијом Норвешке освојила је златне медаље на Европском првенству 2009. и Светском првенству 2010. За сениорску репрезентацију дебитовала је 2010, а исте године уврштена је у тим за Европско првенство када је Норвешка освојила злато. Са репрезентацијом Норвешке освојила је злато и на Европском првенству 2014. када је проглашена за најбољег десно бека турнира, а исти успех поновили су на Светском првенству 2015, Мерк је такође била најбољи десни бек. Наступала је за Норвешку на Олимпијским играма 2016. када су дошле до бронзе. Мерк је била најбољи стрелац са 62 гола и најбољи десни бек. Треће злато са репрезентацијом Норвешке освојила је на Европском првенству 2016. Још једном је проглашена за најбољег десног бека турнира, а била је и најбољи стрелац са 53 гола.